# ديربي صقلية
دربي صقلية أو كما يعرف باسم بدربي دي سيشيليا (بالإيطالية: Derby di Sicilia)‏ هو ديربي محلي بين فريقي كرة القدم كلاهما يقعان في جزيرة صقلية، وهما نادي كاتانيا ونادي باليرمو. حيث يمثل نادي كاتانيا مدينة كاتانيا، بينما يمثل نادي نادي باليرمو مدينة باليرمو، وهما مدينتان رئيسيتان في جزيرة صقلية الواقعة في جنوب غرب إيطاليا.
المنافسة بين هذين الفريقين شرسة، رغم أنهما نادراً ما يلتقون في مباراة الديربي. فمنذ اللقاء الأول الذي دار بينهما في 25 ديسمبر 1935 ضمن منافسات بطولة كأس إيطاليا 1935-36 والذي انتهى بفوز نادي كاتانيا بنتيجة 1-0. التقى الفريقان في 84 مباراة، وذلك لأن الفريقين في مواسم عديدة لعبا درجتين مختلفتين من الدوري الإيطالي. خلال تلك 84 مباراة استطاع نادي كاتانيا في 25 مباراة بينما فاز نادي باليرمو في 20 لقاء، ولكن انتهت اغلب اللقاءات بالتعادل حيث تعادل الفريقان في 39 مباراة.

## سجل المواجهات
- الجدول الآتي يوضح المباريات بين الغريمين منذ بدايتها حتى أخر ديربي جمعها في 21 أبريل 2013. والذي انتهى بتعادل الفريقين بنتيجة 1-1 ضمن منافسات ذهاب الدوري الإيطالي لموسم 2012-13.[5]

| البطولات                               | المواجهات | نتائج       | نتائج | نتائج       | الأهداف | الأهداف |
| البطولات                               | المواجهات | فاز باليرمو | تعادل | فاز كاتانيا | باليرمو | كاتانيا |
| -------------------------------------- | --------- | ----------- | ----- | ----------- | ------- | ------- |
| الدوري الإيطالي الدرجة الأولى          | 18        | 5           | 7     | 6           | 19      | 27      |
| الدوري الإيطالي الدرجة الثانية         | 34        | 8           | 19    | 7           | 35      | 32      |
| الدوري الإيطالي الدرجة الثالثة والأدني | 14        | 3           | 8     | 3           | 15      | 13      |
| مجموع مباريات الدوري                   | 66        | 16          | 34    | 16          | 69      | 72      |
| كأس إيطاليا                            | 8         | 6           | 1     | 1           | 16      | 6       |
| تصفيات كأس إيطاليا                     | 10        | 3           | 4     | 3           | 12      | 11      |
| مجموع مباريات الكؤوس                   | 18        | 9           | 5     | 4           | 28      | 17      |
| المجموع الكلي                          | 84        | 25          | 39    | 20          | 97      | 89      |

* آخر تحديث في 20 نوفمبر 2016